# Resolutie 2324 Veiligheidsraad Verenigde Naties
Resolutie 2324 van de Veiligheidsraad van de Verenigde Naties werd op 14 december 2016 unaniem aangenomen door de VN-Veiligheidsraad. De resolutie was een eerbetoon aan secretaris-generaal Ban Ki-moon, wiens tweede en laatste ambtstermijn er op 31 december 2016 opzat.

## Achtergrond
Ban Ki-moon (°13 juni 1944) is een Zuid-Koreaans diplomaat en politicus. Hij werkte onder meer als ambassadeur in verschillende landen en bij de Verenigde Naties. Van 2004 tot 2006 was hij minister van Buitenlandse Zaken van zijn thuisland. In dat laatste jaar stelde hij zich kandidaat om Kofi Annan op te volgen als secretaris-generaal van de Verenigde Naties. Na een diplomatiek offensief werd hij op 9 oktober door de VN-Veiligheidsraad naar voren geschoven. Op 13 oktober werd hij door de 192 leden van de Algemene Vergadering aangesteld en op 14 december legde hij de eed af.

## Inhoud
De Veiligheidsraad erkende de centrale rol die Ban Ki-moon als secretaris-generaal speelde bij het leiden van de Verenigde Naties, zijn hervormingen en voorstellen om de Verenigde Naties te versterken en zijn inspanningen om allerlei economische, sociale, ecologische, culturele en humanitaire problemen in de wereld op te lossen en respect voor de mensenrechten en fundamentele vrijheden voor iedereen te promoten. Men waardeerde Ban Ki-moons toewijding aan de principes van het Handvest van de Verenigde Naties en de opbouw van vriendschappelijke betrekkingen tussen naties.

## Verklaringen
Als voorzitter van de VN-Veiligheidsraad sprak de Spaanse vertegenwoordiger Román Oyarzun Marchesi zijn dankbaarheid uit voor de steun die Ban Ki-moon altijd had gegeven aan de Veiligheidsraad. Hij haalde twee grote successen die de secretaris-generaal had behaald aan: de duurzameontwikkelingsdoelen in 2015 en het Klimaatakkoord van Parijs in 2016. Onder Ban Ki-moons leiderschap waren ook de Mensenrechtenraad van de Verenigde Naties en de Entiteit voor gendergelijkheid en empoweren van vrouwen van de Verenigde Naties of kortweg "VN-vrouwen" opgezet, en was de eerste Speciaal vertegenwoordiger voor de jeugd benoemd. Ook had hij het nultolerantiebeleid inzake seksueel misbruik door blauwhelmen ingevoerd.
Ban Ki-moon zei dat de Veiligheidsraad op zijn sterkst was als die unaniem was, zoals met de Organisatie voor het Verbod op Chemische Wapens, de vernietiging van Syriës chemische wapens en de strijd tegen Ebola in West-Afrika. Anders konden de gevolgen zwaar zijn, zoals in de Westelijke Sahara en Zuid-Soedan. Hij had het meeste spijt over de "nachtmerrie" in Syrië, en vroeg de Veiligheidsraad de bevolking van dat land te beschermen.
Lijst ·  2260 ·  2261 ·  2262 ·  2263 ·  2264 ·  2265 ·  2266 ·  2267 ·  2268 ·  2269 ·  2270 ·  2271 ·  2272 ·  2273 ·  2274 ·  2275 ·  2276 ·  2277 ·  2278 ·  2279 ·  2280 ·  2281 ·  2282 ·  2283 ·  2284 ·  2285 ·  2286 ·  2287 ·  2288 ·  2289 ·  2290 ·  2291 ·  2292 ·  2293 ·  2294 ·  2295 ·  2296 ·  2297 ·  2298 ·  2299 ·  2300 ·  2301 ·  2302 ·  2303 ·  2304 ·  2305 ·  2306 ·  2307 ·  2308 ·  2309 ·  2310 ·  2311 ·  2312 ·  2313 ·  2314 ·  2315 ·  2316 ·  2317 ·  2318 ·  2319 ·  2320 ·  2321 ·  2322 ·  2323 ·  2324 ·  2325 ·  2326 ·  2327 ·  2328 ·  2329 ·  2330 ·  2331 ·  2332 ·  2333 ·  2334 ·  2335 ·  2336